# شهرستان رابر
شهرستان رابُر یکی از شهرستان‌های کوهستانی و سردسیر استان کرمان ایران است. روستای قنات‌ملک زادگاه قاسم سلیمانی در این شهرستان واقع است.
مرکز این شهرستان، شهر رابر است. معدن مس درآلو در محدوده این شهرستان قرار دارد. همچنین روستای گنجان (سومین روستای کشور به لحاظ تعداد کشته (۷۰ تن) در جنگ ایران و عراق) در این شهرستان واقع است. 
گردو، زردآلو و دیگر میوه‌جات سردسیری (آلبالو، هلو، سیب، به، گیلاس، گلابی، آلوچه، آلو و...) مهمترین محصولات کشاورزی این شهرستان می‌باشند.
این شهرستان در تاریخ ۷ مرداد ۱۳۸۸ از شهرستان بافت جدا شد و مستقل گردید.

## موقعیت جغرافیایی
شهرستان رابر با مساحتی بالغ بر ۱۸۵۳/۷ کیلومتر مربع بین طول جغرافیایی ۵۶ درجه و ۴۵ دقیقه تا ۵۷ درجه و ۱۶ دقیقه و عرض جغرافیایی ۲۹ درجه و ۲۷ دقیقه تا ۳۸ درجه و ۵۴ دقیقه و در جنوب غربی استان کرمان قرار گرفته‌است.
شهرستان رابر از شمال با شهرستان بردسیر، از شمال شرقی با شهرستان کرمان، از غرب با شهرستان بافت و از شرق تا جنوب با شهرستان جیرفت همسایه است.

## تقسیمات کشوری
شهرستان رابر دارای ۲ بخش، ۴ دهستان و ۲ شهر به شرح زیر است:

### شهرستان رابر
| بخش   | مرکز بخش | جمعیت بخش ۱۳۹۵ | نام دهستان | مرکز دهستان | جمعیت دهستان ۱۳۹۵ | شهر  | جمعیت شهر ۱۳۹۵ |
| ----- | -------- | -------------- | ---------- | ----------- | ----------------- | ---- | -------------- |
| مرکزی | رابر     | ۲۳٬۵۴۰ نفر     | سیه بنوئیه | سیه بنوئیه  | ۵٬۷۵۱ نفر         | رابر | ۱۳٬۲۶۳ نفر     |
| مرکزی | رابر     | ۲۳٬۵۴۰ نفر     | رابر       | اسکر        | ۴٬۵۲۶ نفر         | رابر | ۱۳٬۲۶۳ نفر     |
| هنزا  | هنزا     | ۱۱٬۷۰۶ نفر     | جواران     | کهنوج       | ۵٬۴۰۳ نفر         | هنزا | ۱٬۴۵۲ نفر      |
| هنزا  | هنزا     | ۱۱٬۷۰۶ نفر     | هنزا       | هنزا        | ۴٬۸۵۱ نفر         | هنزا | ۱٬۴۵۲ نفر      |

## جمعیت
بر پایه سرشماری عمومی نفوس و مسکن در سال ۱۳۹۵، جمعیت شهرستان رابر برابر با ۳۵٬۳۶۲ نفر بوده‌است.

## اماکن سیاحتی و زیارتی
امامزاده سیدمرتضی (رابر)
چشمه عروس